# 出馬表
出馬表（でんまひょう、しゅつばひょう）とは、競馬において各競走に出走する競走馬の情報を一覧表形式にまとめたもの。読みについては「でんまひょう」が正式な読みだが、現在では「しゅつばひょう」と読まれることも多い。

## 概要
競走に出走する各馬の情報がそれぞれ一列にまとめられ、柱が並んでいるように見えることから「馬柱」（うまばしら、ばちゅう）と呼ばれることもある。
かつては、競馬の予想紙として複数の業者が出馬表を販売していた。その中には、その後トラックマンによる予想コラム・前日の結果・各種情報コーナーなどを加え、競馬新聞へと発展していったものも多い。
現在では出馬表が単体の商品として販売されるケースが少なくなったため、「出馬表」と呼ぶと主催者が自ら発行するレーシングプログラム、あるいは競馬新聞やスポーツ新聞に掲載される各競走の出走馬の一覧表を指すことが多い。
出馬表には一般的に馬名、その馬の戦績、性齢や血統、当日の枠番や馬番、騎手名や負担重量、単勝オッズといった競走日を中心とした情報、過去の競走の成績などが記載されている。
出馬表は、かつては関東では縦書き、関西では横書きが主流だった。理由としては、関西でシェアの高い『競馬ブック』が横書きを採用しているため、同地域の同業他社が倣った、という説がある。しかし2025年現在では縦書きが全国的に主流となっており、横書きの出馬表を掲載するのは『競馬ブック』や『スポーツニッポン』（関西版）など少数となっている。

## 日本における歴史

### 出馬表の出現から戦争まで
昭和初期までの競馬では、出馬投票と出走馬の発表はレース発走の40分前であり、馬券を購入しようとするファンは、開催前に各競馬倶楽部が発売する「競馬番組」（通称：ブック）を購入して、各競走に登録した馬の成績と、初日からの競走成績（当時は毎日出走するのが普通であった）を参考に自ら出走予定馬を予想して、競馬倶楽部からの出走枠順確定を待って馬券を購入していた。しかしながら、馬券購入の参考となる、馬の調子や調教に関する情報は殆ど無いと言っても良かった。
1928年（昭和3年）、一部の競馬倶楽部から出馬投票を前日夕方に、出走馬発表を翌朝とする様に変更されると、当時発行されていた競馬雑誌（月刊誌の為、予想記事は殆ど無かった）が、雑誌購入者を対象に、勝ち馬予想を記載した紙を無料で配布する様になった。
さらに1932年（昭和7年）になると、出走馬が競走前夜に発表される様になり、一部の出版社が全競走の出走馬の枠順と有力馬の情報などを謄写版で印刷したものを競馬場で無料配布する様になり、やがて1枚10銭程度で市販する様になった。これが「出馬表」である。
当初はガリ版印刷で発行枚数も限られていたが、やがて、予め出走予定馬と成績を活字で用意しておき、枠順確定すると直ちに活字を組んで印刷し、印刷し次第各地の書店や煙草店などに配送する業者や、ガリ版印刷でも、自動車の後部座席に印刷機を置いて、運転しながら印刷を続け、そのまま各地の売店に配送する業者も現れた。
戦前の競馬においては、出馬表は競馬予想において非常に重要な存在であったが、やがて日中戦争の開始に伴う統制が始まり、1940年（昭和15年）には出走馬の前夜発表が中止された事で出馬表業者は打撃を受け、さらに紙の配給統制強化により、数多く存在した競馬雑誌・出馬表発行業者に廃刊命令が下り、予想紙が1紙に統合された事で、出馬表業者は廃業を余儀なくされた。

### 競馬復活から出馬表の衰退まで
戦後の競馬は1946年（昭和21年）より復活した。出走馬の発表は競走前夜となり、かつての出馬表業者の幾つかがガリ版刷りで再び出馬表を発行し、また主催者である日本競馬会でも、予想は付かないものの、出馬表を発行する様になった。
しかし戦後の競馬予想紙は、活版印刷による当日発行版が数多く発行されるようになった。当日版は、出馬表と比較して印刷に時間を要したため、市場に出回るのは出馬表の方が早く、また安価であったものの、紙面上の情報量は当日版の方が多く、また印刷速度も改善されていった事もあって出馬表の利点は次第に無くなり、僅かに発行を続けていた業者も昭和40年代前半までに発行を止めて行った。

### 現在
主催者発行の出馬表は現在も無料配布されており、日本中央競馬会（JRA）では小冊子形式に変更したものを発行している（レーシングプログラムとの名称がある）。
前述しているように、現代ではレーシングプログラム、あるいは競馬新聞やスポーツ新聞に掲載される出走馬の一覧表を「出馬表」と呼ぶことが多くなっているが、1990年代後半以降、パソコン通信やインターネットの普及に伴い、ネット経由で出馬表をPDF形式等で有料販売する事業者（主に馬券予想会社など）も現れており、単体商品としての出馬表も細々とではあるが根強く生き残っている。

## 主な出馬表
- 競馬前夜通信社の出馬表（競馬前夜通信社）
- 競馬ファン出馬表（黎明社）
- 競馬研究出馬表（競馬研究社）
- 競馬界出馬表（競馬界社）
- 北川の出馬表（出馬通信社）
- 競馬報知の出馬表（競馬報知社）
- 競馬ガイド（競馬ガイド社）

など